# Co kdyby
Co kdyby (v originále Anything's Possible) je americký hraný film z roku 2022, který režíroval Billy Porter. Snímek měl světovou premiéru na Outfest LA Film Festivalu.

## Děj
Pro Kelsu a její spolužáky začíná poslední školní rok na střední škole. Kelsa prochází změnou pohlaví, což pro ni znamená komplikované vztahy s okolím. Její spolužák Khal se do ní zamiluje, což pro Kelsu znamená ztrátu kamarádky Em a pro Khala ztrátu kamadáda Otise.

## Obsazení
| Eva Reign              | Kelsa            |
| Abubakr Ali            | Khal             |
| Courtnee Carter        | Em               |
| Kelly Lamor Wilson     | Chris            |
| Grant Reynolds         | Otis             |
| Renée Elise Goldsberry | Selene           |
| Alec Ludacka           | Mike             |
| Noah Pacht             | Chance           |
| Naveen Paddock         | Arwin            |
| Lenora Nemetz          | slečna Kidd      |
| Miriam Laube           | Selda            |
| Manu Narayan           | Sasan            |
| Vanita Harbour         | Miranda Vaughn   |
| Billy Hartung          | pan Wallace      |
| Simone Joy Jones       | Megan            |
| Caroline Travers       | Molly            |
| Benjamin Cummings      | Fenric Mossgleam |
| Lav Raman              | Shivani          |